# Ребека Де Морнеј
Ребека Де Морнеј (енгл. Rebecca De Mornay) је америчка глумица, рођена 29. августа 1959. године у Санта Роси (Калифорнија).